# Індраварман V
Джая Індраварман V (इन्द्रवर्मन नवम; д/н — 1288) — раджа-ді-раджа Чампи в 1257–1288 роках. Вів запеклі війни з монгольською династією Юань.

## Життєпис
Походив з Одинадцятої династії Чампи. Про дату народження та батьків замало відомостей. 1257 року повалив свого стрийка — раджу-ді-раджу Індравармана VI. Напевне це викликало протистояння знаті, оскільки провести церемонію сходження на трон Індраварман V зміг лише 1266 року. У 1269 року встановив дружні стосунки із Тхай Тонгом з династії Чан, правителем Дайв'єту, якому подарував білого слона. 1270 року відправив нове посольство до Тхай Тонга.
У 1276 році до Чампи прибуло посольство на чолі з монгольським військовиком Согету, який від імені великого кагана Хубілая вимагав від Індравармана V визнати зверхність імперії Юань. Останній номінально погодився, отримавши від кагана титул вана 2-го ступеня.
Втім Індраварман V не прибув до Пекіну на вимогу Хубілая, що останній розцінив як непокору. У відповідь відправив війська на чолі із Согету проти Чампи. 1282 року монголи захопили чампську столицю Віджайю. Не маючи змоги протистояти у відкритій битві, володар Чампи відступив у гори, де організував опір загарбникам.
1283 року монголи почали наступ на фортецю-резиденцію Індравармана V — Мученг. У запеклій битві чампське військо зазнало поразки, а головнокомандувач Ілана загинув. Затягнувши час вправними перемовинами, раджа-ді-раджа відновив армію й невдовзі завдав поразки одному з загонів Согету неподалік від Мученга. Почалася партизанська війна. Монголи зберігали війська у містах та фортецях. На деякий час Согету вдалося встановити владу над гірськими племенами, округами О, Рі, В'єтлі. Але відсутність значних підкріплень від великого кагана спричинило послаблення позицій Согету, який 1284 року повернувся до Китаю. Намісником залишився Лю Цюнцін.
1284 року юаньська армія на чолі з принцом Туганом рушила суходолом для остаточного підкорення Чампи, але вимушена була боротися проти війська держави Дайв'єт. Водночас Согету вдерся на північ Чампи через повіти Ботінь, Нгеан. Але невдовзі Согету зазнав поразки від Дайв'єту й загинув. 1285 року Індраварман V відправив декілька посольств до хубілая, але без особливого успіху. Лише 1287 року зумів укласти мир з династією Юань. Після смерті Індравармана V його син Сімхаварман III визнав зверхність монголів, після чого ті залишили Чампу.